# Gordon Mack
Gordon Sylvester Bradshaw „Curly“ Mack (* 13. Mai 1898 in Dublin; † Februar 1948 in Montreal) war ein irischer Badminton- und Tennisspieler.

## Karriere
Curly Mack war einer der erfolgreichsten Badmintonspieler der 1920er Jahre.  Er gewann unter anderem die All England, die Irish Open und die Scottish Open. Im Tennis repräsentierte er Irland im Daviscup.

## Erfolge im Badminton
| Saison | Veranstaltung                              | Disziplin    | Platz | Name                               |
| ------ | ------------------------------------------ | ------------ | ----- | ---------------------------------- |
| 1920   | Irische Meisterschaft                      | Herreneinzel | 1     | G. S. B. Mack                      |
| 1922   | Irish Open                                 | Herrendoppel | 1     | G. S. B. Mack / George Alan Thomas |
| 1922   | Irische Meisterschaft                      | Herreneinzel | 1     | G. S. B. Mack                      |
| 1923   | All England                                | Herrendoppel | 1     | Frank Devlin / Gordon Mack         |
| 1923   | All England                                | Mixed        | 1     | Gordon Mack / Margaret Tragett     |
| 1923   | Irish Open                                 | Herrendoppel | 1     | G. S. B. Mack / George Alan Thomas |
| 1923   | Irish Open                                 | Herreneinzel | 1     | G. S. B. Mack                      |
| 1924   | Schottland: Internationale Meisterschaften | Herrendoppel | 1     | Gordon Mack / R. A. J. Goff        |
| 1924   | Schottland: Internationale Meisterschaften | Herreneinzel | 1     | Gordon Mack                        |
| 1924   | Irish Open                                 | Mixed        | 1     | G. S. B. Mack / Margaret Tragett   |
| 1924   | Irish Open                                 | Herrendoppel | 1     | G. S. B. Mack / George Alan Thomas |
| 1924   | All England                                | Herreneinzel | 1     | Gordon Mack                        |
| 1925   | Irish Open                                 | Mixed        | 1     | G. S. B. Mack / Margaret Tragett   |
| 1925   | Irische Meisterschaft                      | Herreneinzel | 1     | G. S. B. Mack                      |
| 1925   | Irische Meisterschaft                      | Herrendoppel | 1     | R. A. J. Goff / G. S. B. Mack      |
| 1925   | Irische Meisterschaft                      | Mixed        | 1     | G. S. B. Mack / F. Stewart         |
| 1925   | Irish Open                                 | Herreneinzel | 1     | G. S. B. Mack                      |
| 1925   | Irish Open                                 | Herrendoppel | 1     | G. S. B. Mack / R. A. Goff         |
| 1926   | All England                                | Herrendoppel | 1     | Frank Devlin / Gordon Mack         |
| 1927   | All England                                | Herrendoppel | 1     | Frank Devlin / Gordon Mack         |
| 1927   | Irish Open                                 | Mixed        | 1     | G. S. B. Mack / A. M. Head         |
| 1927   | Irish Open                                 | Herrendoppel | 1     | G. S. B. Mack / George Alan Thomas |
| 1929   | All England                                | Herrendoppel | 1     | Frank Devlin / Gordon Mack         |
| 1930   | All England                                | Herrendoppel | 1     | Frank Devlin / Gordon Mack         |
| 1931   | Irish Open                                 | Herrendoppel | 1     | G. S. B. Mack / Frank Devlin       |
| 1931   | All England                                | Herrendoppel | 1     | Frank Devlin / Gordon Mack         |